# Noah Ganaus
Noah Ganaus (* 19. Januar 2001 in Nürtingen) ist ein deutscher Fußballspieler. Der Stürmer steht beim Odense BK unter Vertrag.

## Karriere
In der frühen Jugend spielte Ganaus beim TSV Oberensingen in seiner Geburtsstadt Nürtingen. 2017 wechselte er für ein Jahr zum VfB Stuttgart, wo er zunächst in der U16, dann in der U17 kickte. 2018 ging er zur U19 der Stuttgarter Kickers. Nach einem weiteren Jahr verließ er 2019 Baden-Württemberg für die U19 des Chemnitzer FC. Dort blieb er lediglich eine halbe Saison und absolvierte nur ein Spiel.
In Winterpause der Saison 2019/20 kam er zurück nach Süddeutschland zum Oberligisten SSV Reutlingen 05, wo er zwei Jahre blieb. In der ersten Hälfte der Saison 2021/22 entwickelte er sich zum Top-Torjäger der Mannschaft und machte in 19 Ligaspielen zehn Tore. Zur Winterpause wechselte er zur zweiten Mannschaft des VfB Stuttgart und somit in die Regionalliga Südwest. Dort absolvierte er in zwei Saisons insgesamt 41 Spiele und schoss 14 Tore. Zur Saison 2023/24 unterschrieb er beim Drittligisten SSV Jahn Regensburg einen Vertrag bis zum 30. Juni 2025. Sein erstes Tor für Regensburg erzielte Ganaus am 5. Spieltag der Saison 2023/24 beim 2:1-Sieg gegen den MSV Duisburg. Im Sommer 2025 verließ er Regensburg und wechselte nach Dänemark zum Odense BK.